# Seule (album de Barbara)
Pour les articles homonymes, voir Seule.
Albums de Barbara
La Louve
(1973) Barbara
(1996)
Seule est le quinzième album de Barbara, sorti en France en 1981.

## Édition originale de l'album
- 5 février 1981, LP 33 tours, Philips (631 313-4).

– Enregistrement : stéréophonique.
– Pochette ouvrante, les photos sont de Christian Colombier : la une est illustrée par une photo en noir et blanc de Barbara accoudée à la margelle de son balcon à Précy-sur-Marne et son nom est typographié en lettres roses ; les 2 et 3 sont des photographies d'un canal ; la 4 est la photographie d'une porte de garage peinte en bleu.
– Pochette de protection : les textes des chansons sont imprimés dessus.
Il reparaît en 2002 sous forme de CD Mercury.

### Réalisation
Les douze chansons du disque ont été enregistrées et mixées au Studio Davout à Paris, entre novembre et décembre 1980.
– Arrangement musical et direction d'orchestre : Michel Colombier.
– Production : Phonogram / Roger Roche.

### Musiciens
- Barbara : piano.
- Roland Romanelli : accordéon électronique.
- Eddy Louiss : orgue électrique.
- Jannick Top : guitare basse.

## Chansons
Sauf indications contraires, toutes les chansons sont écrites et composées par Barbara.
| No  | Titre                 | Paroles | Musique                   | Durée      |
| --- | --------------------- | ------- | ------------------------- | ---------- |
| 1.  | Seule                 |         |                           | 3 min 37 s |
| 2.  | La Musique            |         |                           | 3 min 49 s |
| 3.  | Précy jardin          |         |                           | 2 min 35 s |
| 4.  | La Mort               |         | Barbara, Roland Romanelli | 3 min 20 s |
| 5.  | La Déraison           |         | Barbara, Michel Colombier | 2 min 30 s |
| 6.  | Fragson,              |         |                           | 2 min 24 s |
| 7.  | Mille chevaux d'écume |         |                           | 3 min 33 s |
| 8.  | Il automne            |         |                           | 3 min 43 s |
| 9.  | Monsieur Victor       |         |                           | 3 min 08 s |
| 10. | Cet enfant-là         |         | Barbara, Roland Romanelli | 3 min 08 s |
| 11. | L'Amour magicien      |         |                           | 3 min 34 s |
| 12. | Les Insomnies         |         |                           | 2 min 43 s |